# Liste der denkmalgeschützten Objekte in Sankt Lorenzen im Mürztal
Die Liste der denkmalgeschützten Objekte in Sankt Lorenzen im Mürztal enthält die 6 denkmalgeschützten, unbeweglichen Objekte der österreichischen Gemeinde Sankt Lorenzen im Mürztal im steirischen Bezirk Bruck-Mürzzuschlag.

## Denkmäler
| Foto  |                 | Denkmal                                                                                                 | Standort                                                | Beschreibung | Metadaten |
| ----- | --------------- | --- | ------------------------------------------------------- | --- | --- |
| ja    | Datei hochladen | Schloss Nechelheim HERIS-ID: 36940 Objekt-ID: 36006                                                     | Nechelheim 1 Standort KG: Rammersdorf                   | Nechelheim zählt zu den ältesten Adelssitzen in der Steiermark. Als „Heim des Neche“ 1188 erstmals urkundlich erwähnt. Franz Xaver Freiherr von Fraydenegg-Monzello ließ 1789 die Wehranlage zu einem Schloss umbauen. Der auf einem Vischer-Stich von 1681 dargestellte Bergfried wurde beim Umbau von 1789 fast vollständig abgetragen. Sein unterer Teil ist im Gebäude verbaut und heute von außen nicht mehr sichtbar. Auch die auf dem Stich erkennbare südlich vorgelagerte Mauer mit ihren beiden runden zweigeschoßigen Wehrtürmen, ist heute nicht mehr erhalten. Nur vom einstigen Wehrgraben sind noch Spuren im Park erkennbar. Das Gebäude ist im Wesentlichen ein dreigeschoßiger Barockbau mit rechteckigem Grundriss. Auffällig sind vor allem die beiden an der schmalen Giebelfront der Südfassade errichteten runden Ecktürme mit ihren hohen Hauben. Im dazwischenliegenden Rundgiebel ist eine Uhr eingebaut. Die Hauskapelle befindet sich im zweiten Obergeschoß des Südwestturmes. Sie ist mit Wandmalereien und einem Deckenbild dekoriert, das den hl. Franz Xaver darstellt. Laut Signatur wurde es 1789 von Joseph Michael Gebler geschaffen. In der Glocke des Kapellenturmes ist die Jahreszahl 1648 eingeprägt. Besonders bemerkenswert ist auch die mit den Wappen der einstigen Besitzer sowie mit Gemälden und historischen Waffen geschmückte gewölbte Vorhalle im Erdgeschoß. Westlich des Schlossgebäudes steht ein im 16. Jahrhundert errichteter Getreidekasten, der später zum Wirtschaftsgebäude umgebaut wurde. | BDA-Hist.: Q21866224 Status: Bescheid Stand der BDA-Liste: 2025-06-30 Name: Schloss Nechelheim GstNr.: .110 Schloss Nechelheim                                                                 |
| ja    | Datei hochladen | Zehenthof, vulgo Zechner HERIS-ID: 43629 Objekt-ID: 44271                                               | Hauptstraße 1 Standort KG: St. Lorenzen im Mürztal      | Der Kern des Gebäudes ist gotisch, der früheste Bau stammt aber wohl aus dem 9. Jahrhundert. 1558 wurden die Laubengänge hinzugefügt, der Innenbereich später im Stil der Barockzeit umgebaut. 1770 und 1789 brannte das Gebäude ab. Ursprünglich im Besitz des Bistums Salzburg, wurde es im 13. Jahrhundert landesfürstliches Lehen des Luitpold von Sachsengang. Zwischen 1284 und 1848 war der Zehenthof Eigentum des Stiftes Admont. 1899–1949 war hier das Postamt untergebracht, zwischen 1803 und 1986 stand der Zehenthof im Besitz der Familie Ötschmayr, seit 1986 Siedlungsgenossenschaft Rottenmanner. Von 2000 bis 2002 wurde der Zehenthof renoviert. | BDA-Hist.: Q38004405 Status: Bescheid Stand der BDA-Liste: 2025-06-30 Name: Zehenthof, vulgo Zechner GstNr.: .36/1                                                                             |
| ja    | Datei hochladen | Pfarrhof und Ummauerung HERIS-ID: 51852 Objekt-ID: 57658                                                | Hauptstraße 3 Standort KG: St. Lorenzen im Mürztal      | Das Gebäude wurde 860 erstmals urkundlich erwähnt und ist in seinen Kern gotisch. Von 1526 bis 1577 war der Pfarrhof im Besitz des St.-Georgs-Ritterordens, 1577–1773 des Jesuitenkollegs der Universität Graz. 1787 wurde er durch ein Feuer schwer beschädigt. Von 1775 bis 1972 diente das Gebäude als Dekanatssitz, von 1782 bis 1897 beherbergte der Pfarrhof auch die Dorfschule. Seit 1955 ist hier der Pfarrkindergarten untergebracht. Von 1995 bis 1999 wurde das Gebäude innen und außen umfangreich saniert. | BDA-Hist.: Q38047948 Status: § 2a Stand der BDA-Liste: 2025-06-30 Name: Pfarrhof und Ummauerung GstNr.: .42, 1/1                                                                               |
| ja    | Datei hochladen | Kath. Pfarrkirche hl. Laurentius mit ehem. Friedhof und Kriegerdenkmal HERIS-ID: 51851 Objekt-ID: 57657 | bei Hauptstraße 3a Standort KG: St. Lorenzen im Mürztal | 925 erstmals urkundlich erwähnt, zwischen 1270 und 1280 am Übergang von der Spätromanik zur Frühgotik weiter ausgebaut. 1343 wurde der Ostchor hinzugefügt und mit gotischen Fresken dekoriert. Zwischen 1410 und 1420 entstand das Fresko des Feiertagschristus, 1575 das Fresko vom Lebenden Kreuz. Um 1730 erfolgte der Anbau der Seitenkapellen und der Sakristei. 1748/1749 wurde der barocke Hochaltar aufgestellt, in der zweiten Hälfte des 18. Jahrhunderts kommen zwei Seitenaltäre im Rokoko-Stil hinzu. 1787, 1806 und 1907 beschädigten Brände die Kirche, zwischen 1989 und 1991 wurde der Innenbereich des Gotteshauses restauriert. Anmerkung: Mit 2016 wurde die bis dahin ebenfalls geschützte Friedhofskapelle auf GstNr. .69 aus dem Schutz ausgenommen. | BDA-Hist.: Q38047943 Status: § 2a Stand der BDA-Liste: 2025-06-30 Name: Kath. Pfarrkirche hl. Laurentius mit ehem. Friedhof und Kriegerdenkmal GstNr.: .43 Pfarrkirche St. Lorenzen im Mürztal |
| ja BW | Datei hochladen | Schloss Spiegelfeld HERIS-ID: 99451 Objekt-ID: 115586seit 2017                                          | Klosterweg 3 Standort KG: St. Lorenzen im Mürztal       | Schloss Spiegelfeld geht auf einen wehrhaften Ansitz zurück, der schon im 13. Jahrhundert bezeugt ist. Nach 1500 wurde es zu einem Wasserschloss ausgebaut, von dem der Graben noch teilweise erhalten ist. Durch Umbauten im 19. Jahrhundert wurde das Aussehen stark vereinfacht, insbesondere verschwanden die auf einem Stich von 1681 noch dargestellten Ecktürme. Es ist ein Bau auf viereckigem Grundriss um einen Hof. | BDA-Hist.: Q37774209 Status: Bescheid Stand der BDA-Liste: 2025-06-30 Name: Schloss Spiegelfeld GstNr.: 131, 127 Spiegelfeld Castle                                                            |
| ja    | Datei hochladen | Bildstock HERIS-ID: 99411 Objekt-ID: 115543                                                             | Standort KG: St. Lorenzen im Mürztal                    | | BDA-Hist.: Q37774068 Status: § 2a Stand der BDA-Liste: 2025-06-30 Name: Bildstock GstNr.: 136                                                                                                  |